# Équipe du Mexique olympique de football
 (octobre 2024).
 (août 2024).
Si vous disposez d'ouvrages ou d'articles de référence ou si vous connaissez des sites web de qualité traitant du thème abordé ici, merci de compléter l'article en donnant les références utiles à sa vérifiabilité et en les liant à la section « Notes et références ».
Maillots
L'équipe du Mexique olympique de football est la sélection olympique mexicaine de football constituée sous l'égide de la Fédération mexicaine de football. Elle prend part aux Jeux olympiques.

## Palmarès
- Jeux olympiques (1) :
  -  Vainqueur en 2012[1].

## Parcours aux Jeux olympiques
- 1908  : non qualifiée
- 1912  : non qualifiée
- 1920  : non qualifiée
- 1924  : non qualifiée
- 1928  : 1er tour
- 1936  : non qualifiée
- 1948  : 1er tour
- 1952  : non qualifiée
- 1956  : non qualifiée
- 1960  : non qualifiée
- 1964  : 1er tour
- 1968  : Demi-finale (4e)
- 1972  : 2e tour
- 1976  : non qualifiée
- 1980  : non qualifiée
- 1984  : non qualifiée
- 1988  : non qualifiée
- 1992  : non qualifiée
- 1996  : Quart de finale
- 2000  : 1er tour
- 2004  : 1er tour
- 2008  : non qualifiée
- 2012  :  Vainqueur
- 2016  : 1er tour
- 2021  :  3e
- 2024  : À venir

## Effectif actuel
Liste des joueurs convoqués par Luis Fernando Tena pour disputer les Jeux olympiques d'été de 2012.
| N°         | Nom                    | Date de Naissance          | Sélections (buts) | Club                      |
| ---------- | ---------------------- | -------------------------- | ----------------- | ------------------------- |
| Gardiens   |                        |                            |                   |                           |
| 1          | José de Jesús Corona   | 26 janvier 1981 (31 ans)   |                   | Cruz Azul                 |
| 18         | José Antonio Rodríguez | 4 juillet 1992 (19 ans)    |                   | Chivas de Guadalajara     |
| Défenseurs |                        |                            |                   |                           |
| 2          | Israel Jiménez         | 13 août 1989 (22 ans)      |                   | Tigres UANL               |
| 3          | Carlos Salcido         | 2 avril 1980 (32 ans)      |                   | Tigres UANL               |
| 4          | Hiram Mier             | 25 août 1989 (22 ans)      |                   | Club de Fútbol Monterrey  |
| 5          | Dárvin Chávez          | 21 novembre 1989 (22 ans)  |                   | Club de Fútbol Monterrey  |
| 13         | Diego Reyes            | 19 septembre 1992 (19 ans) |                   | Club América              |
| 15         | Néstor Vidrio          | 22 mars 1989 (23 ans)      |                   | Club de Fútbol Pachuca    |
| 16         | Miguel Ponce           | 12 avril 1989 (23 ans)     |                   | Chivas de Guadalajara     |
| 17         | Néstor Araujo          | 29 août 1991 (20 ans)      |                   | Cruz Azul                 |
| Milieux    |                        |                            |                   |                           |
| 6          | Héctor Miguel Herrera  | 19 avril 1990 (22 ans)     |                   | Club de Fútbol Pachuca    |
| 7          | Javier Cortés          | 20 juillet 1989 (22 ans)   |                   | Club Universidad Nacional |
| 8          | Marco Fabián           | 21 août 1989 (22 ans)      |                   | Chivas de Guadalajara     |
| 11         | Javier Aquino          | 11 février 1990 (22 ans)   |                   | Cruz Azul                 |
| 14         | Jorge Enríquez         | 8 janvier 1991 (21 ans)    |                   | Chivas de Guadalajara     |
| Attaquants |                        |                            |                   |                           |
| 12         | Raúl Jiménez           | 5 mai 1991 (21 ans)        |                   | Club América              |
| 10         | Giovani dos Santos     | 11 mai 1989 (23 ans)       |                   | Tottenham                 |
| 9          | Oribe Peralta          | 12 janvier 1984 (28 ans)   |                   | Santos Laguna             |

## Rencontres
| No | Date            | Lieu                                  | Adversaire        | Score | Comp.                          | Buteur(s) Mexique                                                            |
| -- | --------------- | ------------------------------------- | ----------------- | ----- | ------------------------------ | ---------------------------------------------------------------------------- |
|    | 24 mars 2012    | The Home Depot Center, Carson         | Trinité-et-Tobago | 7-1   | Tournoi pré-olympique CONCACAF | Alan Pulido - Marco Fabián(3) - Diego Reyes - Israel Jiménez - Javier Cortés |
|    | 26 mars 2012    | The Home Depot Center, Carson         | Honduras          | 3-0   | Tournoi pré-olympique CONCACAF | Alan Pulido(3)                                                               |
|    | 28 mars 2012    | The Home Depot Center, Carson         | Panama            | 1-0   | Tournoi pré-olympique CONCACAF | Erick Torres                                                                 |
|    | 1er avril 2012  | Livestrong Sporting Park, Kansas City | Canada            | 3-1   | Tournoi pré-olympique CONCACAF | Marco Fabián - Alan Pulido - Miguel Ponce                                    |
|    | 3 avril 2012    | Livestrong Sporting Park, Kansas City | Honduras          | 2-1   | Tournoi pré-olympique CONCACAF | Miguel Ponce - Marco Fabián                                                  |
|    | 24 mai 2012     | Stade de Lattre de Tassigny, Aubagne  | Maroc             | 4-3   | Tournoi de Toulon 2012         | Marco Fabián(3)                                                              |
|    | 26 mai 2012     | Stade du Ray, Nice                    | France            | 1-3   | Tournoi de Toulon 2012         | Marco Fabián                                                                 |
|    | 28 mai 2012     | Le Grand Stade, Le Lavandou           | Biélorussie       | 2-1   | Tournoi de Toulon 2012         | Marco Fabián(2)                                                              |
|    | 30 mai 2012     | Parc des Sports, Avignon              | Pays-Bas          | 4-2   | Tournoi de Toulon 2012         | Héctor Herrera - Cándido Ramírez - Raúl Jiménez - Marco Fabián               |
|    | 1er juin 2012   | Stade Perruc, Hyères                  | Turquie           | 3-0   | Tournoi de Toulon 2012         | Cándido Ramírez - Hiram Mier - Alan Pulido                                   |
|    | 6 juillet 2012  | , León                                | Club León         | 1-1   | Amical                         | Javier Aquino                                                                |
|    | 15 juillet 2012 | , Marbella                            | Grande-Bretagne   | 1-0   | Amical                         | Marco Fabián                                                                 |
|    | 18 juillet 2012 | , Cádiz                               | Espagne           | 0-1   | Amical                         |                                                                              |
|    | 21 juillet 2012 | City Ground, Nottingham               | Japon             | 1-2   | Amical                         | Marco Fabián                                                                 |
|    | 26 juillet 2012 | St James' Park, Newcastle             | Corée du Sud      | 0-0   | Jeux olympiques d'été de 2012  |                                                                              |
|    | 29 juillet 2012 | City of Coventry Stadium, Coventry    | Gabon             | 2-0   | Jeux olympiques d'été de 2012  | Giovani dos Santos(2)                                                        |
|    | 1er août 2012   | Millennium Stadium, Cardiff           | Suisse            | 1-0   | Jeux olympiques d'été de 2012  | Oribe Peralta                                                                |
|    | 4 août 2012     | Wembley Stadium, Londres              | Sénégal           | 4-2   | Jeux olympiques d'été de 2012  | Jorge Enríquez - Javier Aquino - Giovani dos Santos - Héctor Herrera         |
|    | 7 août 2012     | Wembley Stadium, Londres              | Japon             | 3-1   | Jeux olympiques d'été de 2012  | Marco Fabián - Oribe Peralta - Javier Cortés                                 |
|    | 11 août 2012    | Wembley Stadium, Londres              | Brésil            | 2-1   | Jeux olympiques d'été de 2012  | Oribe Peralta (2)                                                            |